# Миядзаки, Саори
Саори Миядзаки (яп. 宮崎早織 Миядзаки Саори) (род. 27 августа 1995, Сайтама, Япония) — японская баскетболистка, играющая на позиции разыгрывающий защитник в сборной Японии и в турнире WJBL за команду «Энеос Санфлауэрс» крупнейшей нефтегазовой корпорации Eneos Holdings.

## Биография
Брат — профессиональный футболист Тайсуке Миядзаки играет в команде японской лиги.
Саори ходила в среднюю школу Средняя школа Святой Каталины Гакуэн. Представляла сборную Японии во всех возрастных группах..

## Карьера

### Профессиональная карьера
В 2014 году пришла в команду японской женской лиги JX-Eneos Подсолнухи.

### Сборная Японии по баскетболу
В 2018 году выбрана кандидатом в женскую сборную Японии.
- Бронзовый призер Азиатских игры в Джакарте 2018
- Серебряный олимпийский призер игр 2020 года в Токио в среднем 8,3 минут за игру, забивала 3,8 очка и 2,4 передачи за игру.[4]
- Победитель чемпионата Азии 2021
- Лучший игрок турнира по передачам и лучшая в пятерке турнира Чемпионат Азии по баскетболу среди женщин 2021. В среднем 22,6 минут за игру, набрала в среднем за игру 11,6 очков, 4 подбора и 9,6 передач.[5]